# روغن ذرت

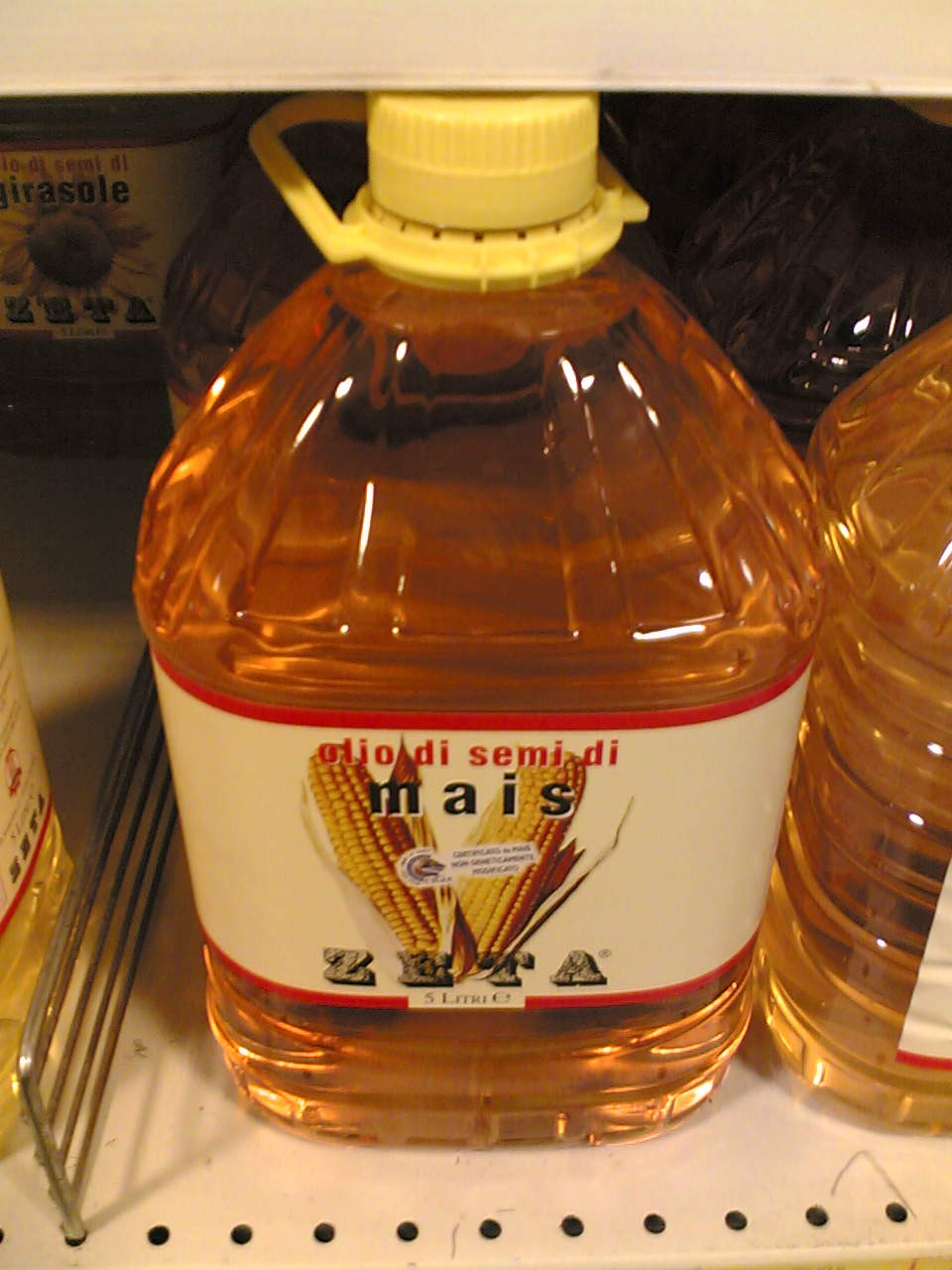
یک بطری روغن ذرت

روغن ذرت  یک روغن گیاهی است که به فشردن گیاهک (جرثومه) دانه ذرت به دست می‌آید. برای پخت‌وپز مناسب است و شامل ۱۳ درصد چربی اشباع شده، ۶۲ درصد چربی چند غیراشباعی و ۲۵ درصد چربی یک غیراشباعی می‌باشد. این روغن فاقد کلسترول است و یک قاشق غذاخوری از آن دارای ۱۴ گرم چربی و ۱۲۰ کالری انرژی می‌باشد.

## مقایسه با دیگر روغن‌ها
| روغن‌های گیاهی                        | روغن‌های گیاهی      | روغن‌های گیاهی              | روغن‌های گیاهی                  | روغن‌های گیاهی                  | روغن‌های گیاهی                  | روغن‌های گیاهی     | روغن‌های گیاهی                       |
| نوع                                  | اسید چرب اشباع شده | اسیدهای چرب اشباع نشده منو | اسیدهای چرب اشباع نشده چندگانه | اسیدهای چرب اشباع نشده چندگانه | اسیدهای چرب اشباع نشده چندگانه | اسید اولئیک (ω-۹) | نقطه دود                            |
| نوع                                  | اسید چرب اشباع شده | اسیدهای چرب اشباع نشده منو | کل چندگانه                     | آلفا لینولنیک اسید (ω-۳)       | اسید لینولئیک (ω-۶)            | اسید اولئیک (ω-۹) | نقطه دود                            |
| غیر هیدروژنه کردن                    | غیر هیدروژنه کردن  | غیر هیدروژنه کردن          | غیر هیدروژنه کردن              | غیر هیدروژنه کردن              | غیر هیدروژنه کردن              | غیر هیدروژنه کردن | غیر هیدروژنه کردن                   |
| ------------------------------------ | ------------------ | -------------------------- | ------------------------------ | ------------------------------ | ------------------------------ | ----------------- | ----------------------------------- |
| کانولا (کلزا)                        | ۷٫۳۶۵              | ۶۳٫۲۷۶                     | ۲۸٫۱۴۲                         | ۹-۱۱                           | ۱۹-۲۱                          | —                 | ۴۰۰ درجه فارنهایت (۲۰۴ درجه سلسیوس) |
| روغن نارگیل                          | ۹۱٫۰۰              | ۶٫۰۰۰                      | ۳٫۰۰۰                          | —                              | ۲                              | ۶                 | ۳۵۰ درجه فارنهایت (۱۷۷ درجه سلسیوس) |
| روغن ذرت                             | ۱۲٫۹۴۸             | ۲۷٫۵۷۶                     | ۵۴٫۶۷۷                         | ۱                              | ۵۸                             | ۲۸                | ۴۵۰ درجه فارنهایت (۲۳۲ درجه سلسیوس) |
| روغن پنبه‌دانه                        | ۲۵٫۹۰۰             | ۱۷٫۸۰۰                     | ۵۱٫۹۰۰                         | ۱                              | ۵۴                             | ۱۹                | ۴۲۰ درجه فارنهایت (۲۱۶ درجه سلسیوس) |
| روغن بزرک                            | ۶–۹                | ۱۰–۲۲                      | ۶۸–۸۹                          | ۵۶–۷۱                          | ۱۲–۱۸                          | ۱۰–۲۲             | ۲۲۵ درجه فارنهایت (۱۰۷ درجه سلسیوس) |
| روغن زیتون                           | ۱۴٫۰۰              | ۷۲٫۰۰                      | ۱۴٫۰۰                          | <1.۵                           | ۹–۲۰                           | —                 | ۳۸۰ درجه فارنهایت (۱۹۳ درجه سلسیوس) |
| روغن نخل                             | ۴۹٫۳۰۰             | ۳۷٫۰۰۰                     | ۹٫۳۰۰                          | —                              | ۱۰                             | ۴۰                | ۴۵۵ درجه فارنهایت (۲۳۵ درجه سلسیوس) |
| روغن بادام زمینی                     | ۱۶٫۹۰۰             | ۴۶٫۲۰۰                     | ۳۲٫۰۰۰                         | —                              | ۳۲                             | ۴۸                | ۴۳۷ درجه فارنهایت (۲۲۵ درجه سلسیوس) |
| روغن گلرنگ (>۷۰% اسید لینولئیک)      | ۸٫۰۰               | ۱۵٫۰۰                      | ۷۵٫۰۰                          | —                              | —                              | —                 | ۴۱۰ درجه فارنهایت (۲۱۰ درجه سلسیوس) |
| گلرنگ (اولیک بالا)                   | ۷٫۵۴۱              | ۷۵٫۲۲۱                     | ۱۲٫۸۲۰                         | —                              | —                              | —                 | ۴۱۰ درجه فارنهایت (۲۱۰ درجه سلسیوس) |
| روغن سویا                            | ۱۵٫۶۵۰             | ۲۲٫۷۸۳                     | ۵۷٫۷۴۰                         | ۷                              | ۵۰                             | ۲۴                | ۴۶۰ درجه فارنهایت (۲۳۸ درجه سلسیوس) |
| روغن آفتابگردان (>۶۰% اسید لینولئیک) | ۱۰٫۱۰۰             | ۴۵٫۴۰۰                     | ۴۰٫۱۰۰                         | ۰٫۲۰۰                          | ۳۹٫۸۰۰                         | ۴۵٫۳۰۰            | ۴۴۰ درجه فارنهایت (۲۲۷ درجه سلسیوس) |
| روغن آفتابگردان (اولیک بالا)         | ۹٫۸۵۹              | ۸۳٫۶۸۹                     | ۳٫۷۹۸                          | —                              | —                              | —                 | ۴۴۰ درجه فارنهایت (۲۲۷ درجه سلسیوس) |
| هیدروژنه کردن کامل                   |                    |                            |                                |                                |                                |                   |                                     |
| روغن پنبه‌دانه                        | ۹۳٫۶۰۰             | ۱٫۵۲۹                      | .۵۸۷                           |                                | .۲۸۷                           |                   |                                     |
| روغن نخل                             | ۴۷٫۵۰۰             | ۴۰٫۶۰۰                     | ۷٫۵۰۰                          |                                |                                |                   |                                     |
| روغن سویا (هیدروژنه)                 | ۲۱٫۱۰۰             | ۷۳٫۷۰۰                     | .۴۰۰                           | .۰۹۶                           |                                |                   |                                     |
| عددها بر پایه (%) وزن کلی چربی است.  |                    |                            |                                |                                |                                |                   |                                     |